# Crossroads (1986.)
Crossroads je američki glazbeni film iz 1986., inspiriran legendom oko blues glazbenika Roberta Johnsona.

## Radnja
Ralph Macchio je klasični gitarist (Eugene Martone) koji sanja da jednog dana postane slavan blues gitarista. Pristaje da mu pomogne Willi Brown (Joe Seneca), koji je legendani blues umjetnik, koji je virtuoz na usnoj harmonici. Zajedno se upućuju prema delti Mississippija. Ono što Eugene ne zna je, da je Willie sklopio pakt s vragom.
Poznata scena filma je duel gitarama između Eugena i Jacka Butlera (Stevea Vaia).

## O filmu
Film Crossroads je režirao redatelj Walter Hill a u glavnoj ulozi se pojavljuje Ralph Macchio.

## Uloge (izbor)
- Ralph Macchio - Eugene Martone
- Joe Seneca - Willie Brown
- Jami Gertz - Frances
- Steve Vai - Jack Butler

## Vanjske poveznice
- Crossroads u internetskoj bazi filmova IMDb-a